# Pothyne longipennis
Pothyne longipennis là một loài bọ cánh cứng trong họ Cerambycidae.